# Маљионци (Козенца)
Маљионци је насеље у Италији у округу Козенца, региону Калабрија.
Према процени из 2011. у насељу је живело 84 становника. Насеље се налази на надморској висини од 350 м.